# 原田たけひと
原田 たけひと（はらだ たけひと）は、日本のイラストレーター、ゲーム原画家、漫画家。フリー。元は日本一ソフトウェアの社員だが、退社後も日本一ソフトウェアの作品に関わり続けている。
サイトの看板キャラクターである「プレネール」は、日本一ソフトウェアの作品にもゲストとして登場している。

## 作品

### ゲーム
- 魔界戦記ディスガイア（2003年1月30日） - キャラクターデザイン
- ファントム・ブレイブ（2004年1月22日） - キャラクターデザイン
- ファントム・キングダム（2005年3月17日） - キャラクターデザイン
- 魔界戦記ディスガイア2（2006年2月23日） - キャラクターデザイン
- ソウルクレイドル 世界を喰らう者（2007年2月15日） - イラスト
- 魔界戦記ディスガイア3（2008年1月31日） - キャラクターデザイン
- プリニー 〜オレが主人公でイイんスか?〜（2008年11月20日） - キャラクターデザイン
- 悠久の車輪（2009年3月4日） - イラスト
- 魔界戦記ディスガイア4（2011年2月24日） - キャラクターデザイン
- 拡散性ミリオンアーサー（2012年4月9日） - 一部カードイラスト
- ディスガイア D2（2013年3月20日） - キャラクターデザイン
- 魔女と百騎兵（2013年7月25日） - キャラクターデザイン
- 英雄*戦姫 GOLD（2014年3月28日） - 一部キャラクターデザイン
- 魔界戦記ディスガイア5（2015年3月26日） - キャラクターデザイン
- ルフランの地下迷宮と魔女ノ旅団（2016年6月23日） - キャラクターデザイン[2]
- 追放選挙（2017年4月27日） - キャラクターデザイン（「アリス」のみ[3]）
- Fate/grand order（2017年6月29日） - 「不夜城のアサシン」「舌切り雀の紅閻魔」キャラクターデザイン
- 屍喰らいの冒険メシ（2022年1月27日） - キャラクターデザイン[4]

### アニメ
- 月詠 -MOON PHASE-（2004年11月、テレビアニメ） - 第9話エンドカード
- アスタロッテのおもちゃ!（2012年、テレビアニメ） - 第3話アイキャッチイラスト
- 俺の妹がこんなに可愛いわけがない（2013年4月 - 6月、テレビアニメ） - 劇中ゲーム「真妹大殲シスカリプス」キャラクターデザイン
- 絶滅危愚少女 Amazing Twins（2014年2月 - 6月、OVA） - キャラクター原案[5]

### 小説
- 粛正プラトニックシリーズ
- ショットガン刑事シリーズ
- ダブルブリッド（3巻以降[1]）
- バイトでウィザードシリーズ
- 魔界戦記ディスガイア（著・秋倉潤奈、電撃ゲーム文庫、2003年5月10日、ISBN 4-8402-2315-7） - カバー、口絵、本文イラスト[6]
- 魔界戦記ディスガイア ENTER THE MAOH（著・神代創、ファミ通文庫、2003年7月19日、ISBN 4-7577-1514-5） - カバーイラスト[6]
- 魔界戦記ディスガイア 魔界で転生♪（著・安曽了、電撃ゲーム文庫、2003年8月10日、ISBN 4-8402-2473-0） - カバー・口絵イラスト[6]

### 漫画
- 202号室（まんがタイムきらら）

### コミック
- 魔界戦記ディスガイア 4コママンガ劇場（スクウェア・エニックス、2003年7月11日、ISBN 4-7575-0955-3） - カバーイラスト、アンソロジー[6]
- 魔界戦記ディスガイア アンソロジーコミック（エンターブレイン、2003年7月25日、ISBN 4-7577-1518-8） - アンソロジー[6]

### 画集
- 『原田たけひとおしごとのーと Takehito Harada Art works 1』（2011年8月、 一迅社、ISBN 978-4-7580-6265-7）
- 『原田たけひと複雑なセカイ Takehito Harada Art works 2』（2013年3月23日、 ワニブックス、ISBN 978-4-8470-3870-9）
- 『原田たけひと魔女と悪魔とペンギンと Takehito Harada Art works 3』（2014年3月25日、 ワニブックス、ISBN 978-4-8470-3918-8）
- 『絶滅危愚少女Amazing Twins 原田たけひとデザインワークス』（2014年9月30日、一迅社、ISBN 978-4-7580-1401-4）

### その他
- 『魔界戦記ディスガイア キャラクターコレクション』（メディアワークス、2003年7月22日、ISBN 4-8402-2425-0） - カバーイラスト[6]
- 『アクエリアンエイジ』
- 『アットゲームズ』（2006年、ジークレスト） - セルフィのアバター素体原案[7]
- 『看板娘はさしおさえ』（2008年） - 3巻オビ、ひな人形描き下ろし
- 『プリニー パーフェクトオリジナルサウンドトラック』（2008年12月19日、日本一ソフトウェア） - ジャケットイラスト[8]
- 『魔界戦記ディスガイア』20周年記念イラスト（2023年）[9]